# 鸟居忠广
鳥居忠廣（とりいただひろ，生年不詳－元龜3年（1573））戰國時代武將。德川氏家臣。德川十六神將一人。父鳥居忠吉。弟鳥居元忠。
三河物語裡記載忠廣在三河一向一揆與家康敵對，事平後重新復歸。在姊川之戰中擔任先鋒及監軍。
三方原之戰開始後不久，忠廣觀察到德川軍在兵力上不利而建議採取守城，但未被接受。德川家康被武田信玄誘至三方原台地戰鬥大敗，忠廣委身殿軍，與追來的武田軍交戰戰死。